# Ki od daleč prihajaš v mojo bližino
Ki od daleč prihajaš v mojo bližino je družbeni roman, slovenskega pisatelja Marka Sosiča, ki je zgodbo postavil v sodobni čas. Roman govori o družbi in posamezniku v njej, o družbi, v kateri je nadvse pomemben videz ter druge pritlehne konvencije. 
Marko Sosič svoje pripovedi dosledno vključuje v isti geografski kontekst. Vse zgodbe se odvijajo v Trstu ali v obmejnih vasicah tržaškega Krasa. To geografsko ozemlje se neposredno povezuje z družbenopolitičnimi in zgodovinskimi dejavniki, kar se povezuje s posameznikovo identiteto, ki jo Sosič vpleta v svoje zgodbe. Motive za ta roman je najprej uporabil v zbirki kratke proze Iz zemlje in sanj, tukaj pa jih je še dodatno razširil in razvil. To je njegov tretji roman.
Knjiga je prvič izšla leta 2012 v Ljubljani pri Študentski založbi. 

## Vsebina
Zgodba se odvija trinajst let po drugi svetovni vojni, avtor pa dogajanje zgosti na pet dni fikcijskega dogajanja. Glavni junak tega romana je Ivan Slokar, tržaški Slovenec in profesor prirodoslovja na liceju. Zdi se, da je človek, ki ima vse, kar posameznik potrebuje za izpopolnjeno in srečno življenje; skrbno ženo Sonjo in ljubko hčerko Biserko, službo, v kateri uživa spoštovanje kolegov ter nobenih finančnih problemov. Kljub temu ima njegovo življenje tudi senco, temno liso iz preteklosti. Ivan se vse težje spopada z vsakdanjimi opravki, skrbmi in službo, saj ga pri tem ovirajo nenehne misli in videnja iz preteklosti, ki se jih ne more otresti. Po trinajstih letih so se slabi spomini spet vrnili. Ivan se ne znajde in potrebuje odgovore, ki mu jih lahko ponudi le mati.

## Zbirka
Knjižna zbirka Beletrina

## Izdaje
- Slovenska izdaja romana iz leta 2012 (COBISS)

## Ocene in nagrade
Roman se je uvrstil med finaliste za Delovo nagrado kresnik za leto 2013.